# Wnęka

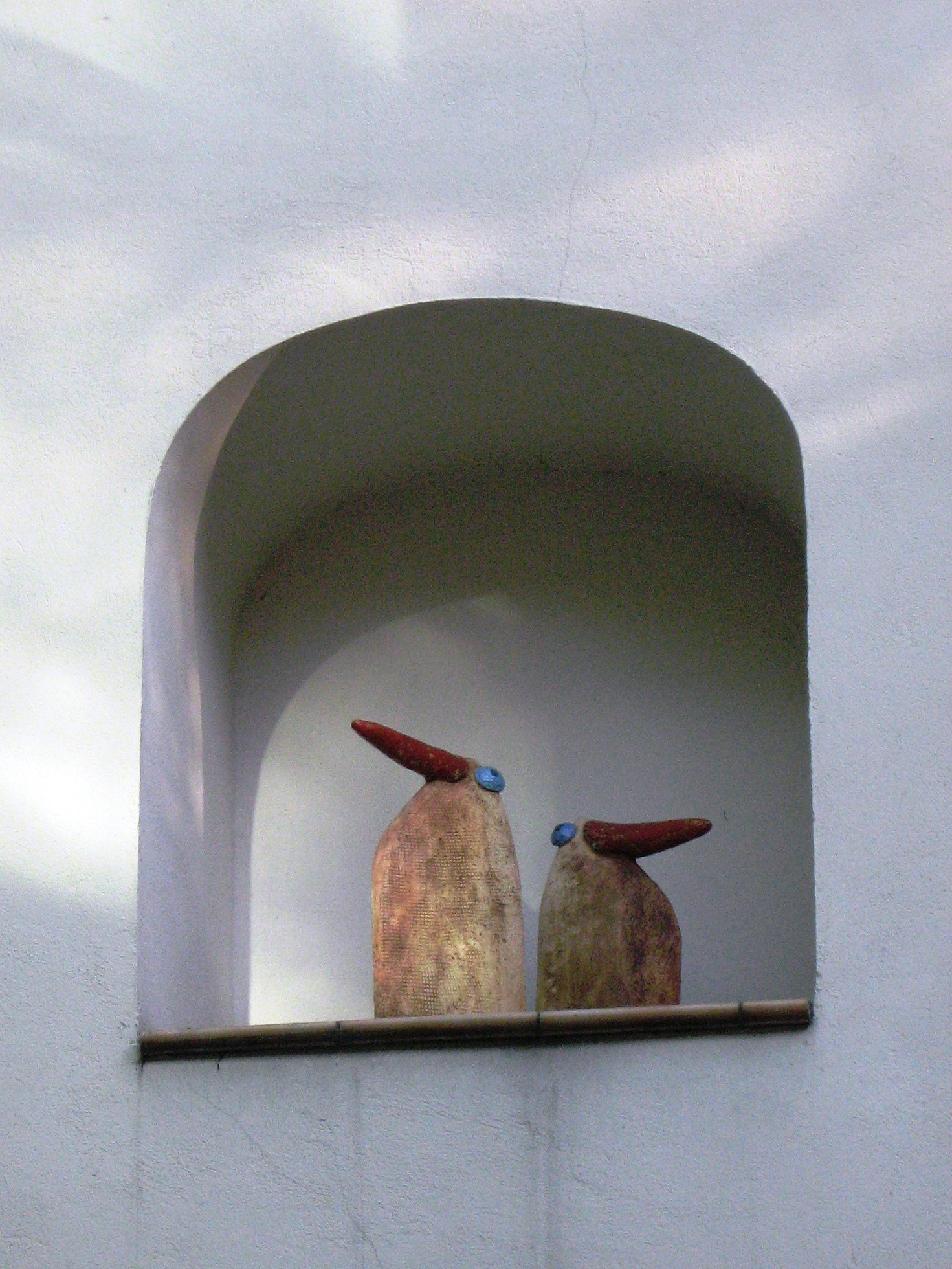
Wnęka w ścianie zewnętrznej

Wnęka – wgłębienie w ścianie. Wnęka może mieć różną głębokość, wysokość i szerokość. Może mieć proste krawędzie (bez ozdób) lub dekoracyjne wykończenie.